# Marco Giacinto Gandolfo
Marco Giacinto Gandolfo (Porto Maurizio, 26 giugno 1658 – Genova, 16 aprile 1737) è stato un vescovo cattolico italiano, vescovo di Noli dal 24 marzo 1713 al 16 aprile 1737.

## Biografia
Fu rettore del collegio dei teologi di Genova e si occupò dell'Ospedale degli Incurabili. Ricoprì la carica di esaminatore sinodale degli ordinandi e dei confessori e fu censore di libri per il Sant'Uffizio. A Genova consacrò la chiesa di Santa Maria della Misericordia, posta fuori dalla porta di Santa Caterina (o porta dell'Olivella).